# City Tower Prag
Der City Tower Prag ist ein Wolkenkratzer und Bürogebäude in der tschechischen Hauptstadt Prag im Stadtteil Pankrác. Er ist mit 109 Meter Höhe der zweithöchste in Tschechien und höchste in Prag und hat 27 Stockwerke, mit Antenne ist er 116 Meter hoch. Es befindet sich neben dem U-Bahnhof Pankrác der Metro Prag. Er wurde 1993 eröffnet und zwischen 2005 und 2008 renoviert. Die Gewerbefläche beträgt 44.000 m².